# Acehúche (fromage)
L'acehúche, ou queso de Acehúche, est un fromage espagnol fabriqué dans la province de Cáceres en Estrémadures. Il s'agit d'un fromage à pâte pressée non cuite au lait de chèvre cru entier, parfois frotté à l'huile d'olive ou au piment. Il est protégé à l'échelle européenne par un appellation d'origine protégée depuis 2022.

## Description
L'acehúche se présente sous forme de tomes pesant de 200 g à 1,2 kg et de formes cylindriques avec un rayon de 3,5 cm ou plus, et une hauteur inférieure à ce rayon. Dans le commerce, il est souvent vendu en moitiés ou en quarts. La pâte est blanche, compacte et peut parfois contenir quelques trous ronds. Elle est moelleuse, élastique et collante en bouche. La croûte a une couleur variant du jaune à l'ocre et un texture un peu rugueuse. Certains fromages ont leur croûte lavée durant l'affinage ce qui la rend plus lisse. Cette croûte peut aussi parfois être frottée à l'huile d'olive ou au piment.
L'acehúche a une teneur en matière grasse sur extrait sec de 45 % minimum et l'extrait sec représente au moins 50% du poids du fromage. Sa teneur en sel est de 4% minimum. Son pH est compris entre 5 et 6.

## Fabrication
L'acehúche est fabriqué à partir de lait de chèvres de race murciana-granadina, florida, malagueña, retinta, verata ou de leurs croisements. Ces chèvres doivent être élevées dans les commarques de Valle del Alagón et Tajo-Salor-Almonte de la province de Cáceres, dans les communes de Acehúche, Alcántara, Brozas, Cachorrilla, Calzadilla, Cañaveral, Casas de Millán, Casillas de Coria, Casar de Cáceres, Ceclavín, Coria, Garrovillas de Alconétar, Hinojal, Holguera, Mata de Alcántara, Mirabel, Monroy, Navas del Madroño, Pedroso de Acím, Pescueza, Piedras Albas, Portaje, Portezuelo, Riolobos, Santiago del Campo, Serradilla, Talaván, Torrejón el Rubio, Torrejoncillo, Villa del Rey et Zarza la Mayor.
Le lait, cru et entier, est caillé par ajout de présure, puis découpé. Le caillé obtenu est moulé et légèrement pressé à la main. Ce pressage est suffisamment léger pour que la pâte du fromage reste relativement molle, ce qui fait que l'acehúche, bien que faisant partie des fromages à pâte pressée non cuite, est un fromage assez proche des fromages à pâte molle. Après cette étape de pressage, les fromages sont salés, soit à la main, soit par immersion dans un bain de saumure, puis affinés au minimum 40 jours. Durant l'affinage et une fois que la croûte est déjà formée, les fromages peuvent être lavés en étant frottés par mains mouillées. Cela rend la croûte plus lisse et lui donne un goût plus prononcé. Ce procédé est appelé sobao.